# Wuhua
Wuhua léase U-Juá (en chino:五华区,pinyin:Wǔhuá  qū) es un distrito urbano bajo la administración directa de la ciudad-prefectura de Kunming. Se ubica al este de la provincia de Yunnan, sur de la República Popular China. Su área es de 886 km² y su población total para 2010 fue +800 mil habitantes.

## Administración
El distrito de Wuhua se divide en 11 pueblos que se administran en poblados.